# Dookie
Dookie је трећи студијски албум панк рок групе Грин деј, и први албум на коме је продуцент био Роб Каваљо.

## Списак песама
Све песме су написали Били Џо Армстронг (текстови) и Грин деј (музика), осим ако је назначено другачије.
1. – 2:07
2. – 2:44
3. – 2:54
4. – 3:59
5. – 3:44
  - Поново снимљена песма која се оригинално појавила на албуму Kerplunk! из 1992. године
6. – 2:30
7. – 3:03
8. – 2:14
9. – 2:37
10. – 2:58
11. – 1:34
12. (Мајк Дирнт, Грин деј) – 1:43
13. – 1:46
14. – 5:46
  - Садржи сакривену песму All By Myself (Тре Кул)